# Alexandre Chazerand
Claude Louis Alexandre Chazerand est un peintre français et plus particulièrement bisontin, né à Besançon (Franche-Comté) le 24 avril 1757, mort dans la même ville le 22 avril 1795.
Très actif dans sa ville natale, il réalisa des œuvres pour une église de Besançon et pour plusieurs églises de Franche-Comté.
À Besançon il fut élève de Johann Melchior Wyrsch à l'École royale de peinture et de sculpture créée par ce peintre suisse.

## Œuvres dans les collections publiques
- Besançon, Église Sainte-Madeleine, L'Assomption de la Vierge.
- Besançon, 
  - Musée des Beaux-Arts et d'Archéologie de Besançon,
  - Étude au pastel pour une figure de la Justice[4],
  - Vulcain calmant les flots, huile sur toile[5].
  - Le Christ sur la croix, don du peintre Charles-Antoine Flajoulot[6].

- Dole, musée des Beaux-arts, L'Assomption de la Vierge[7],
- Ouge,  église paroissiale Saint-Rémy, La Résurrection, 1781[8],
- Sarrogna, église paroissiale Saint-Pancrace,  Le Martyre de saint Pancrace, 1779[9].
- Sorèze, musée de l'abbaye, Portrait de Monseigneur Charles François Denis d'Agay de Mion (1697-1782),

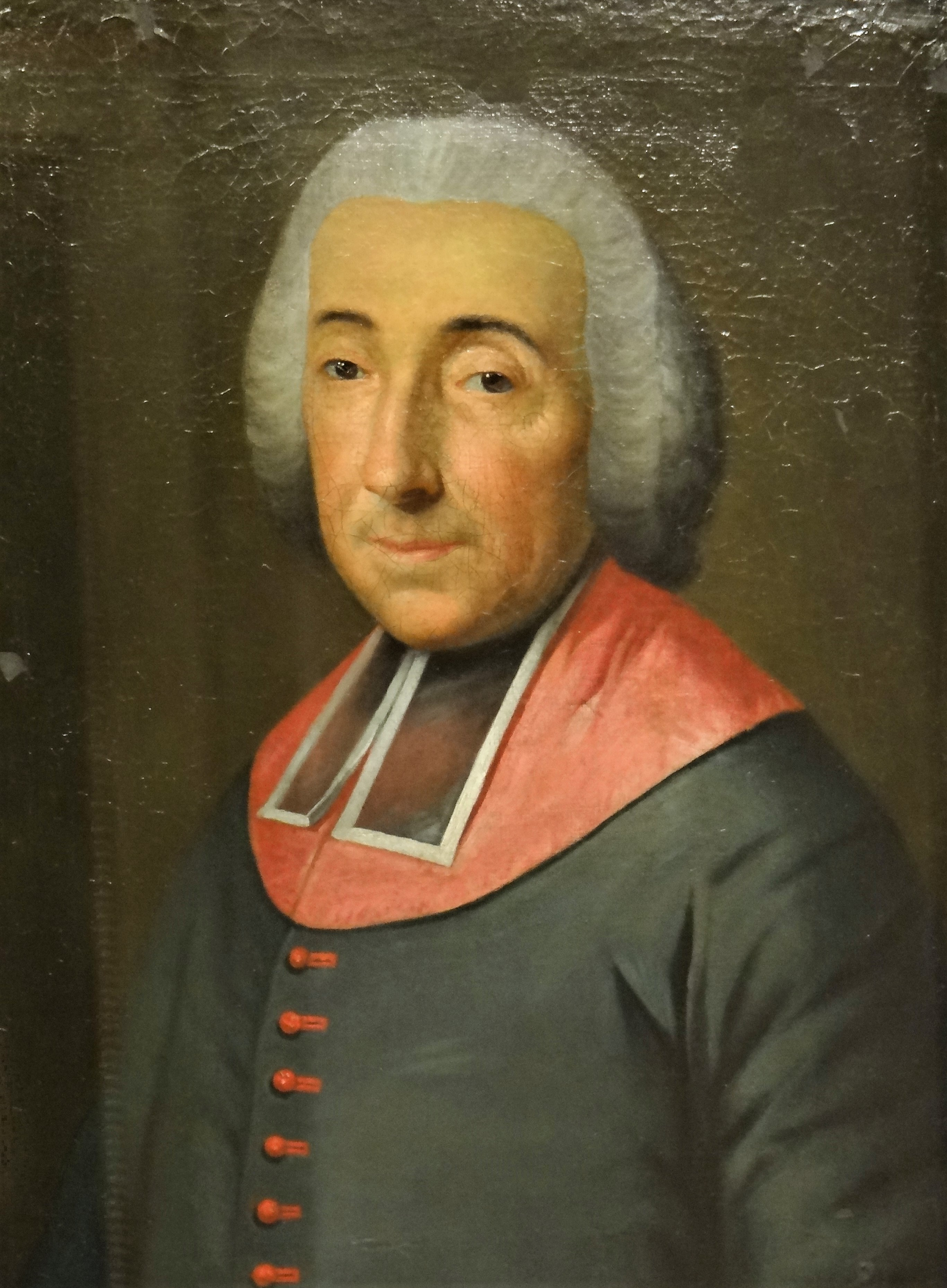
Musée de l'abbaye de Sorèze, Portrait de Monseigneur Charles François Denis d'Agay de Mion

## Site externe
De Artibus sequenis :